# Pidlisne, Cervonoarmiisk
Pidlisne (în ucraineană Підлісне) este un sat în comuna Strîbij din raionul Cervonoarmiisk, regiunea Jîtomîr, Ucraina.

## Demografie
Componența lingvistică a localității Pidlisne
     Ucraineană (98,63%)
     Rusă (1,37%)
Conform recensământului din 2001, majoritatea populației localității Pidlisne era vorbitoare de ucraineană (98,63%), existând în minoritate și vorbitori de rusă (1,37%).